# Hyperbilirubinemi
Hyperbilirubinemi avser förhöjda nivåer av bilirubin i blodet. Bilirubin är en nedbrytningsprodukt av hemgrupp som finns i bland annat hemoglobin. En hyperbilirubinemi kan vara associerad med sjukdom på exempelvis levern, eller vara ärftlig såsom vid Gilberts syndrom eller Crigler-Najjars sjukdom.